# 螣蛇增十
仙女座15，又名BD+39 5114，HD 221756、SAO 73346、HR 8947，是仙女座的一颗恒星，视星等为5.59，位于銀經107.4，銀緯-20.31，其B1900.0坐标为赤經23h 29m 43.8s，赤緯+39° -20.31′ 6″。